# Peloton Interactive
Peloton ist ein US-amerikanisches Unternehmen für Fitnessgeräte und Medien, das 2012 gegründet wurde und 2013 mithilfe einer Finanzierungskampagne auf Kickstarter.com ins Leben gerufen wurde. Das Unternehmen hat seinen Hauptsitz in New York City. Zu den Hauptprodukten des Unternehmens gehören Trainingsgeräte, die es den Benutzern ermöglichen, per Fernzugriff an Kursen teilzunehmen, die von Fitnessstudios des Unternehmens aus gestreamt werden. Für diese müssen Nutzer für einen monatlichen Abonnementdienst bezahlen.
Im Jahr 2019 hatte das Unternehmen über 500.000 zahlende Abonnenten und machte einen Umsatz von 915 Millionen US-Dollar. 2021 wurde ein Umsatz von ca. vier Milliarden US-Dollar erreicht, ging aber bis 2023 auf 2,8 Milliarden zurück.

## Geschichte

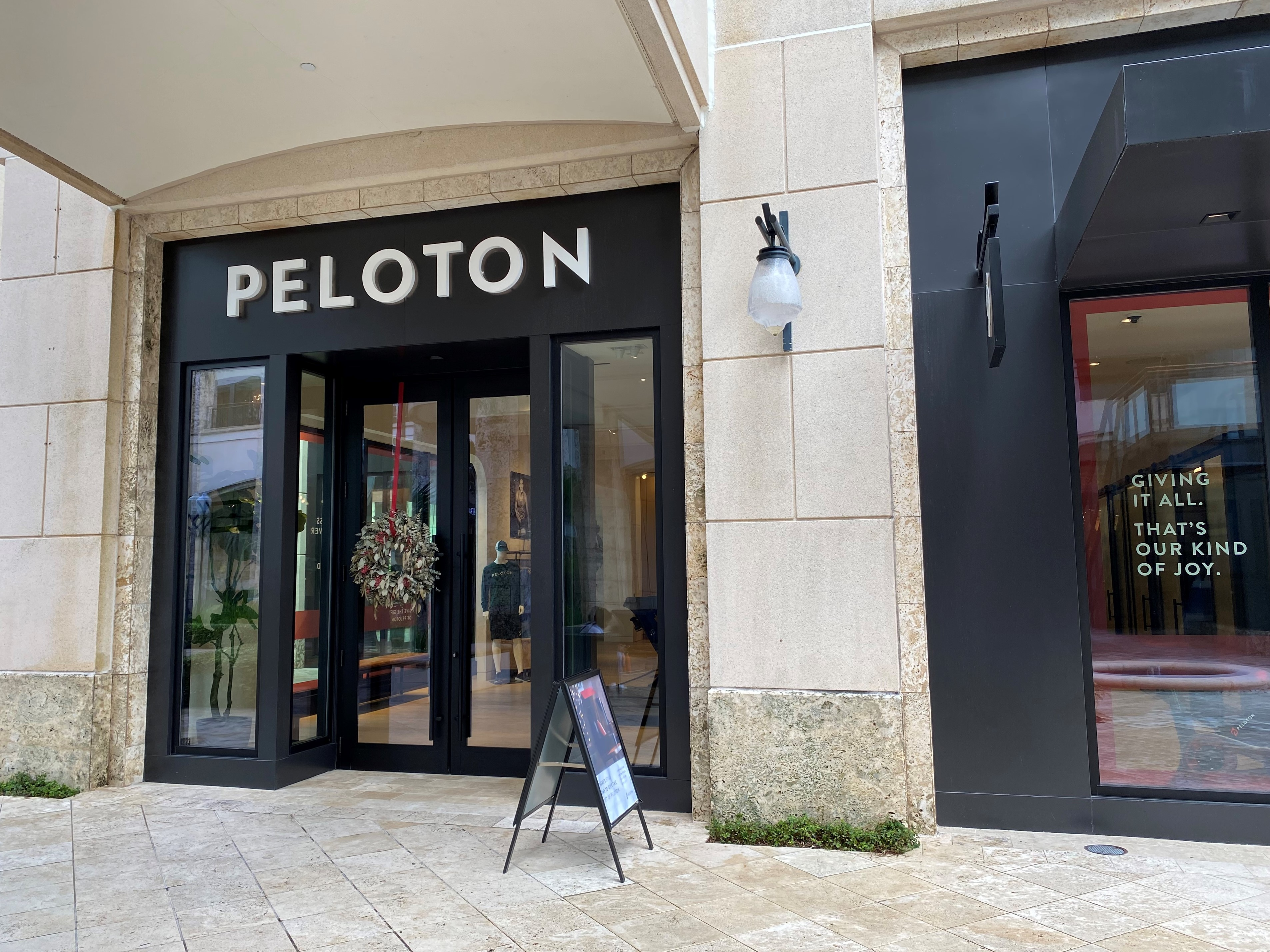
Geschäft von Peloton in Florida

Peloton wurde 2012 von Graham Stanton, Hisao Kushi, John Foley, Tom Cortese und Yony Feng gegründet. Vor der Einführung seiner Fitnessplattform sammelte Peloton im Jahr 2012 3,9 Millionen Dollar für die Produktentwicklung.
Im Mai 2018 kündigte Peloton Pläne an, im Herbst 2018 nach Kanada und Großbritannien zu expandieren.
Im Juni 2018 erwarb Peloton den Musikvertrieb Neurotic Media.
Im März 2019 wurde Peloton von der National Music Publishers Association verklagt, weil es urheberrechtlich geschützte Musik in seinen Videos ohne ordnungsgemäße Synchronisationslizenzen verwendet hatte, und forderte Schadenersatz in Höhe von 150 Millionen US-Dollar. Die Klage führte zu Änderungen der in den Sitzungen verwendeten Musik sowie zur Entfernung bestimmter Programme, die die in der Klage ausdrücklich genannten Lieder verwendeten.
Im Juni 2019 erfolgte der Börsengang des Unternehmens.
Im Oktober 2019 erwarb Peloton das taiwanesische Produktionsunternehmen Tonic Fitness Technology für 47,4 Millionen Dollar.
Anfang 2020 expandierte das Unternehmen nach Deutschland. Im August 2020 wurde eine Partnerschaft mit dem Deutschen Fußball-Bund verkündet.
Im Dezember 2020 übernahm Peloton die Firma Precor, einen Hersteller von Fitnessgeräten, von Amer Sports.
Im Februar 2022 berichtete das Wall Street Journal, Amazon hätte Interesse am Kauf von Peloton.
Am 4. Mai 2024 trat Barry McCarthy von seinem Amt als CEO von Peloton zurück. Das Unternehmen kündigte außerdem an, seine Belegschaft um 15 % zu reduzieren und seine Einzelhandelsgeschäfte zu verkleinern, da die Nachfrage nach seinen Fitnessprodukten nach der Pandemie zurückgegangen war.

## Produkte

### Fahrradergometer

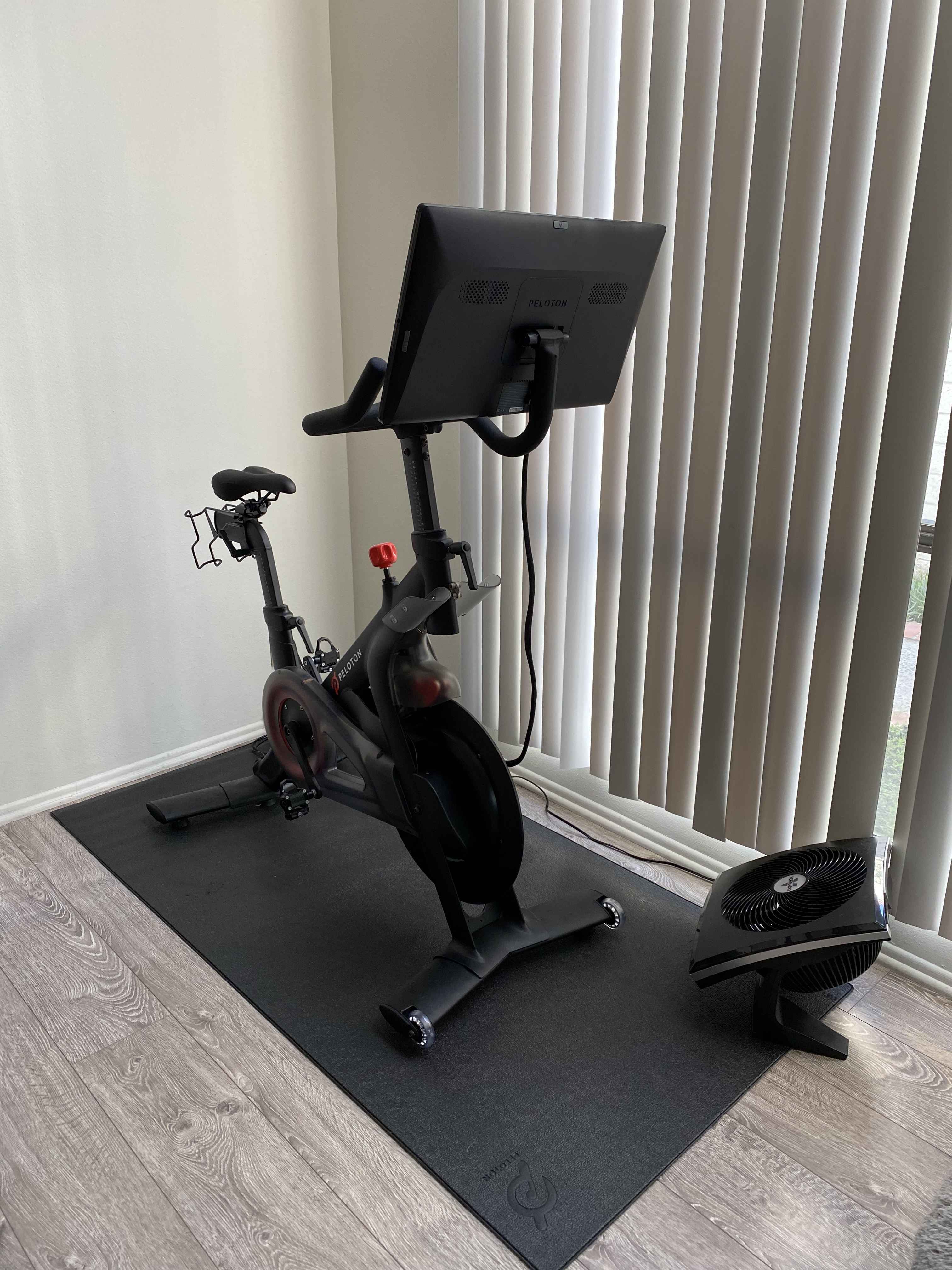
Fahrradergometer von Peloton

Das Fahrradergometer von Peloton wurde 2014 zu einem Preis von 2.245 Dollar herausgebracht. Vor der Lenkstange der Vorrichtung ist ein gegen Schweiß abgedichtetes Android-Tablet mit Touchscreen montiert, auf dem der Benutzer Fitnesskurse auswählen kann. Das Gerät ist mit Klickpedalen des Systems LOOK Delta ausgestattet, der Nutzer benötigt Fahrradschuhe mit den entsprechenden Schuhplatten.
Kurse werden täglich aufgezeichnet und live aus dem Radsportstudio von Peloton in Manhattan per Streaming übertragen sowie rund um die Uhr in die Mediathek des Geräts hochgeladen, wo sie individuell abgerufen werden können. Das sogenannte Studio ist für die Öffentlichkeit zugänglich und bietet täglich kostenlose begehbare Kurse an.
Eine für kommerzielle Umgebungen konzipierte Version des Geräts wurde im Januar 2017 enthüllt.

### Laufband
Das Peloton Tread ist ein von dem Unternehmen entwickeltes Laufband. Es wird in Deutschland ab 2.495 Euro verkauft. Es wurde im Januar 2018 auf der jährlichen Consumer Electronics Show in Las Vegas vorgestellt. Damit man die Kurse auf dem Peloton Tread nutzen kann, muss man eine Mitgliedschaft abschließen, die ab 39 Euro pro Monat angeboten wird. Die Kurse werden über einen Touchscreen und eine Soundleiste, die an der Vorderseite des Geräts angebracht ist, übertragen.

### Peloton Digital (Anwendung)
Peloton Digital ist ein monatlicher Abonnementdienst, der es Benutzern ermöglicht, auf iOS und Android-Geräten die Kurse des Unternehmens zu Radfahren, Laufen (sowohl auf dem Laufband als auch im Freien), Yoga und Meditation zu streamen.

## Produktmängel

### Datensicherheit
Am 20. Januar 2021 wurden anlässlich des Einzugs des Peloton-Anhängers Joe Biden ins Weiße Haus Sicherheitsbedenken bezüglich des Tablets seines Trainingsfahrrades laut, weil dieses (wie jede Internet-der-Dinge-Anwendung) Hackern Angriffsflächen bietet. Sie könnten versuchen, Biden und den Aufstellungsraum des Gerätes mit dem im Gerät eingebauten Mikrofon und der Kamera auszuspionieren.
Diese Vermutungen, die in der Süddeutschen Zeitung geäußert wurden, sollten sich später als nicht unbegründet erweisen. Am 5. Mai 2021 wurde bekannt, dass es dem Pen-Tester Jan Masters möglich war, seit Joe Bidens Vereidigung die öffentlichen Server-Schnittstellen von Peloton nach beliebigen Nutzerdaten abzufragen, selbst wenn die abfragende Person nicht der Eigentümer der Daten war. Zu diesen Daten gehörten Alter, Geschlecht, Stadt, Gewicht, Trainingsstatistiken und, am Geburtstag des Profilinhabers, weitere Daten, die bei privaten Profilen sonst verborgen bleiben. Masters berichtete diese Lücke an Peloton mit einer Veröffentlichungsfrist von drei Monaten. Der Hersteller ignorierte den Bericht des Sicherheitsforschers, woraufhin es zur Veröffentlichung dieser Lücke kam. In einer ersten Stellungnahme gab der Hersteller an, das Problem zwar früh behoben, aber den Sicherheitsforscher nicht darüber informiert zu haben.
Der Hersteller machte außerdem auch auf wiederholte Nachfrage keine Angaben darüber, ob die offene API mit ihrer Sicherheitslücke und damit auch die persönlichen Daten von mehr als 500.000 Peloton-Nutzern von Unbefugten abgeschöpft worden sein könnte.

### Rückruf der Laufbänder
Anfang Mai 2021 wurde in den USA eine freiwillige Rückrufaktion für die Laufbänder Tread und Tread+ von Peloton bekannt gegeben, nachdem es aufgrund Konstruktionsmängel zu 70 Verletzten und zum Tod eines Kindes gekommen war. Der Aktienkurs stürzte am Tag der Bekanntgabe um 8 % ab.